# Galepsus fallax
Galepsus fallax är en bönsyrseart som beskrevs av Scott LaGreca 1955. Galepsus fallax ingår i släktet Galepsus och familjen Tarachodidae. Inga underarter finns listade i Catalogue of Life.